# Borawskie (Jedwabne)
Pour les articles homonymes, voir Borawskie.
Borawskie est un village polonais de la gmina de Jedwabne dans le powiat de Łomża et dans la voïvodie de Podlachie. Il se situe à environ 7 kilomètres au sud de Jedwabne, à 26 kilomètres au nord-ouest de Łomża et à 58 kilomètres au nord-ouest de Białystok.